# Triakis acutipinna
Il palombo dalle pinne falcate (Triakis acutipinna Kato, 1968) è un palombo della famiglia dei Triakidi. È noto unicamente a partire da due esemplari, entrambi provenienti dalle acque costiere dell'Ecuador: l'esemplare più grande misurava 102 cm di lunghezza. La specie è ovovivipara.